# Cauloco Lete
Cauloco Lete (wörtlich Ober-Cauloco) ist eine osttimoresische Aldeia im Suco Dau Udo (Verwaltungsamt Cailaco, Gemeinde Bobonaro). 2015 lebten in der Aldeia 214 Menschen.

## Geographie
Cauloco Lete bildet den Norden des Sucos Dau Udo. Nordöstlich liegt die Aldeia Sah-Heu. Im Süden grenzt Cauloco Lete an den Suco Guenu Lai und im Westen an den Suco Meligo. Der Verlauf des Timerema, eines Zuflusses des Nunura, markiert die Grenze zu Sah-Heu. Er entspringt wie der Hatopaci, in den er mündet in Cauloco Lete, beziehungsweise kommen einige Wasserläufe von weiter südlich. Die Ausläufer des Foho Nunulau, dessen Gipfel in Guenu Lai liegt, reichen bis tief nach Cauloco Lete hinein. An den Rändern dieser Ausläufer liegen im Norden von Cauloco Lete das Dorf Banerema und im Westen eine weitere kleine Siedlung.

## Politik
2023 wurde José Talo Bau zum Chefe de Aldeia gewählt.